# 지탄야리 타파
게탄야리 타파(힌디어: गीतांजलि थापा, 영어: Geetanjali Thapa)는 인도의 배우이다. 2013 내셔널 필름 어워드 여우주연상 수상자이다.